# Schneider (Unternehmen)
Die Schneider Technologies AG (vormals Schneider-Rundfunkwerke AG bzw. Schneider Electronics AG) war ein Hersteller von Unterhaltungselektronik und Computern in Türkheim.

## Geschichte
Die Geschichte der Schneider-Rundfunkwerke AG geht zurück auf das Jahr 1859. Felix Schneider begann in Türkheim im Landkreis Unterallgäu mit der Fabrikation von Holzwaschmaschinen. Später wurden Spinde für die Bundeswehr sowie Gehäuse für Musiktruhen produziert. Die Firma wechselte später in Schneider Electronics AG, danach in Schneider Technologies AG.

### Unterhaltungselektronik
Auf die Produktion von Unterhaltungselektronik wurde unter dem Unternehmenschef Leo Schneider 1965 umgestellt, als die ersten Musikschränke produziert wurden. 1972 übernahmen die Schneider-Werke den Radiofabrikanten Emud sowie 1974 den Büromaschinenhersteller Walther.
Neben Musik-Kompaktanlagen (Schneider Power Pack) unter anderem auch für das Versandhaus Neckermann und Fernsehgeräte mit eigenem Chassis gab es Eigenentwicklungen wie einen 500-Seiten-Speed-Videotext und den Prime Timer. Meilensteine in der Produktentwicklung waren 1981 kabellose Hifi-Bausteine mit Stecksystem DCS, 1983 das per Kurbel stromeigenversorgte Radio Turny sowie 1993 der erste voll recycelbare Fernseher Ökovision.
1993 präsentierte Schneider den in Zusammenarbeit mit Daimler-Benz und der Jenoptik AG entwickelten ersten Laser-TV-Prototyp. Die Entwicklung wurde nicht bis zur Marktreife weitergeführt.
1988 erwarb Schneider von Thomson seinen langjährigen Plattenspieler-Zulieferanten Dual, allerdings wurden die Markenrechte bereits 1995 an die Karstadt AG weiterverkauft.
Im Sommer 1996 stellte Schneider die Produktion im Zweigwerk in Nersingen-Straß ein.

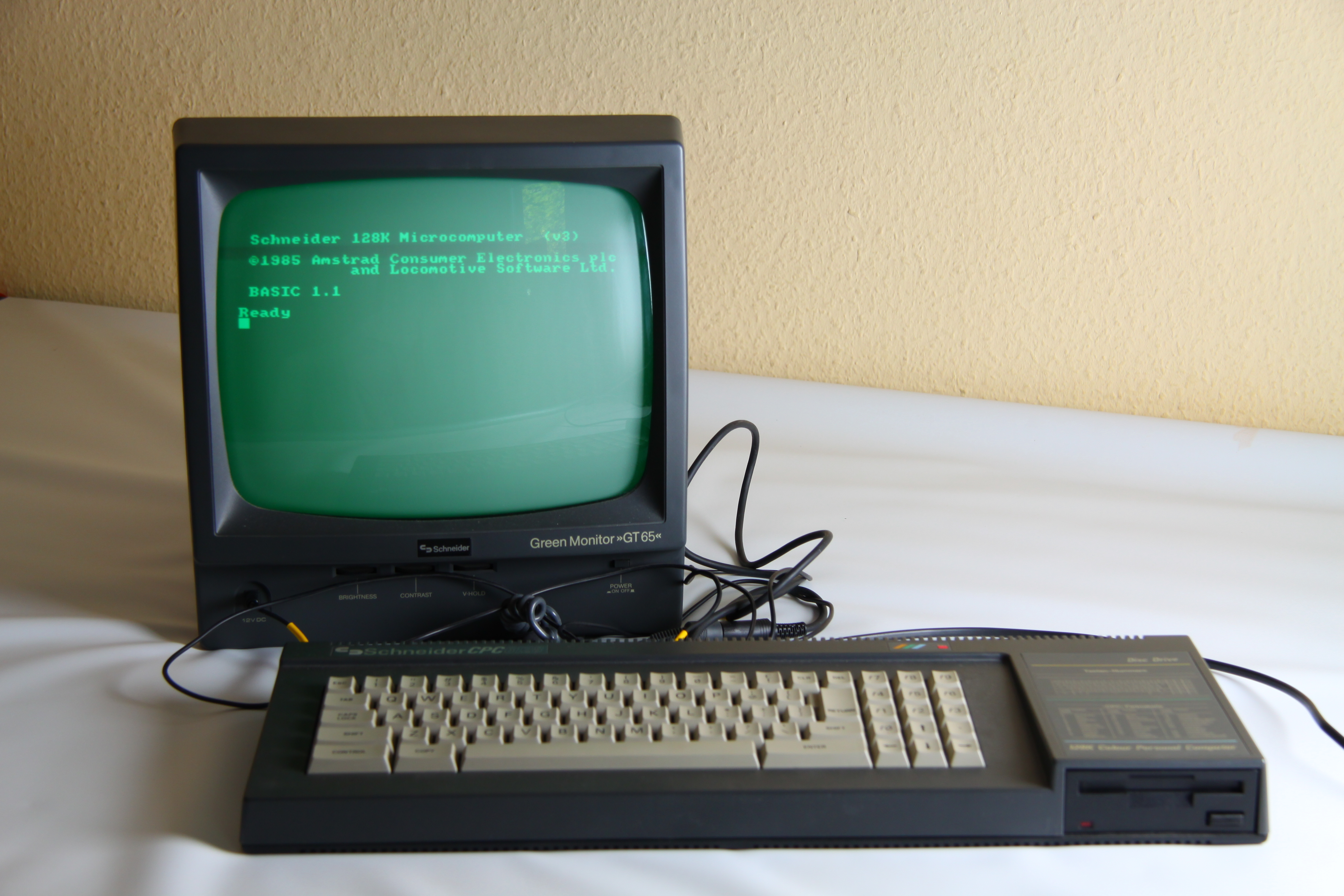
Schneider CPC 6128 mit Monitor

### Computer
Die Schneider Computer Division wurde in den 1980er Jahren als eigene Abteilung von den Schneider Rundfunkwerken aus Türkheim aufgebaut. Ab 1984 wurden die ersten Modelle unter eigenem Namen angeboten.
Ab 1984 vertrieb Schneider in Lizenz den Amstrad CPC464, einen Konkurrenten des Commodore 64. Später folgten die Schreibsysteme Amstrad PCW bzw. Schneider Joyce. Danach folgten die IBM-kompatiblen Modelle Amstrad PC1512 (512 KB RAM) und PC1640 (640 KB RAM). Eine innovative Eigenentwicklung waren die BIOS-Einstellungen, die bis dahin über Jumper auf dem Mainboard gesteckt werden mussten. Ab 1988 wurde die Eigenentwicklung Schneider Euro PC vermarktet.

## Insolvenz
2002 stellte Schneider einen Insolvenzantrag. Im Oktober 2002 wurden die Produktionsanlagen in Türkheim, Warenbestände und die Schneider-Markenrechte an den chinesischen Elektronikkonzern TCL verkauft. 2004 bildete dann TCL mit dem französischen Thomson-Konzern das später komplett übernommene Joint Venture TCL Thomson Electronics (TTE), einen der größten Hersteller von Fernsehgeräten weltweit.
Zum Zeitpunkt der Produktionseinstellung im Januar 2005 arbeiteten noch 120 Mitarbeiter im Werk Türkheim.
Das Werksgelände wurde 2005 von Finsterwalder Transport & Logistik gekauft und in den Businesspark A96 umgebaut.